# Norysca lanceolata
Norysca lanceolata là một loài thực vật có hoa trong họ Bứa. Loài này được (Lam.) Blume mô tả khoa học đầu tiên năm 1896.